# Nation crie de Beaver Lake
La Nation crie de Beaver Lake (Amiskosâkahikanihk en cri) est une bande indienne de la Première Nation crie situé à 105 km au nord-est d'Edmonton, en Alberta au Canada. Elle possède deux réserves et est basée à Lac La Biche. En 2016, elle a une population inscrite totale de 1 149 membres, Elle fait partie du conseil tribal de Tribal Chiefs Ventures Incorporated et est signataire du Traité 6.

## Démographie
Les membres de la Nation crie de Beaver Lake sont des Cris. En avril 2016, la bande avait une population inscrite totale de 1 149 membres dont 63,7 % vivaient hors réserve Selon le recensement de 2011, sur une population totale de 415 personnes, l'ensemble de la population connaît l'anglais, 47 % connaît une langue autochtone et 2,4 % connaît le français. 26,5 % de la population utilise une langue autochtone à la maison.

## Réserves
La Nation crie de Beaver Lake possède deux réserves, toutes deux situées en Alberta, dont la plus populeuse et la plus grande en superficie est Beaver Lake 131 (en),. La réserve de Blue Quills (en) est partagée avec cinq autres bandes : les Premières Nations de Cold Lake, Frog Lake, Heart Lake, la Nation crie de Kehewin et la Nation crie de Saddle Lake.La bande est basée à Lac La Biche. La ville importante située la plus près de la bande est Edmonton.
| Nom                  | Superficie (ha) | Emplacement                   |
| -------------------- | --------------- | ----------------------------- |
| Beaver Lake 131 (en) | 6 145,30        | 105 km au nord-est d'Edmonton |
| Blue Quills (en)     | 96,2            | 3 km à l'ouest de Saint-Paul  |

## Gouvernement
La Nation crie de Beaver Lake est gouvernée par un conseil de bande élu selon un système électoral selon la coutume basé sur la section 11 de la Loi sur les Indiens. Pour le mandat de 2015 à 2019, ce conseil est composé du chef Germaine Anderson et de trois conseillers,.

## Histoire
Le chef Pee-Yas-See-Wah-We-Cha-Koot, aussi connu sous le nom de Pee-ay-sis ou de Pee-ay-sees, ainsi que le conseiller Pay-Pay-See-See_moo signèrent l'adhésion de la bande au Traité 6 le 9 septembre 1876.